# Руйяр, Дави
Дави Руйяр (фр. Davy Rouyard; род. 17 августа 1999, Пуэнт-а-Питр) — французский и гваделупский футболист, вратарь. Выступает за сборную Гваделупы.
У Руйяра гваделупские корни, поэтому он принял приглашение выступать за сборную этой страны.

## Клубная карьера
Руйяр — воспитанник клуба «Бордо». В 2017 году Дави дебютировал за дублирующий состав клуба. 2 января 2022 года в поединке Кубка Франции против «Бреста» Руйяр дебютировал за основной состав. 

## Международная карьера
3 июня 2022 года в матче Лиги наций КОНКАКАФ против сборной Кубы Руйяр дебютировал за сборную Гваделупы. В 2023 году Дави принял участие в Золотом кубке КОНКАКАФ. 